# Кабуто (шолом)

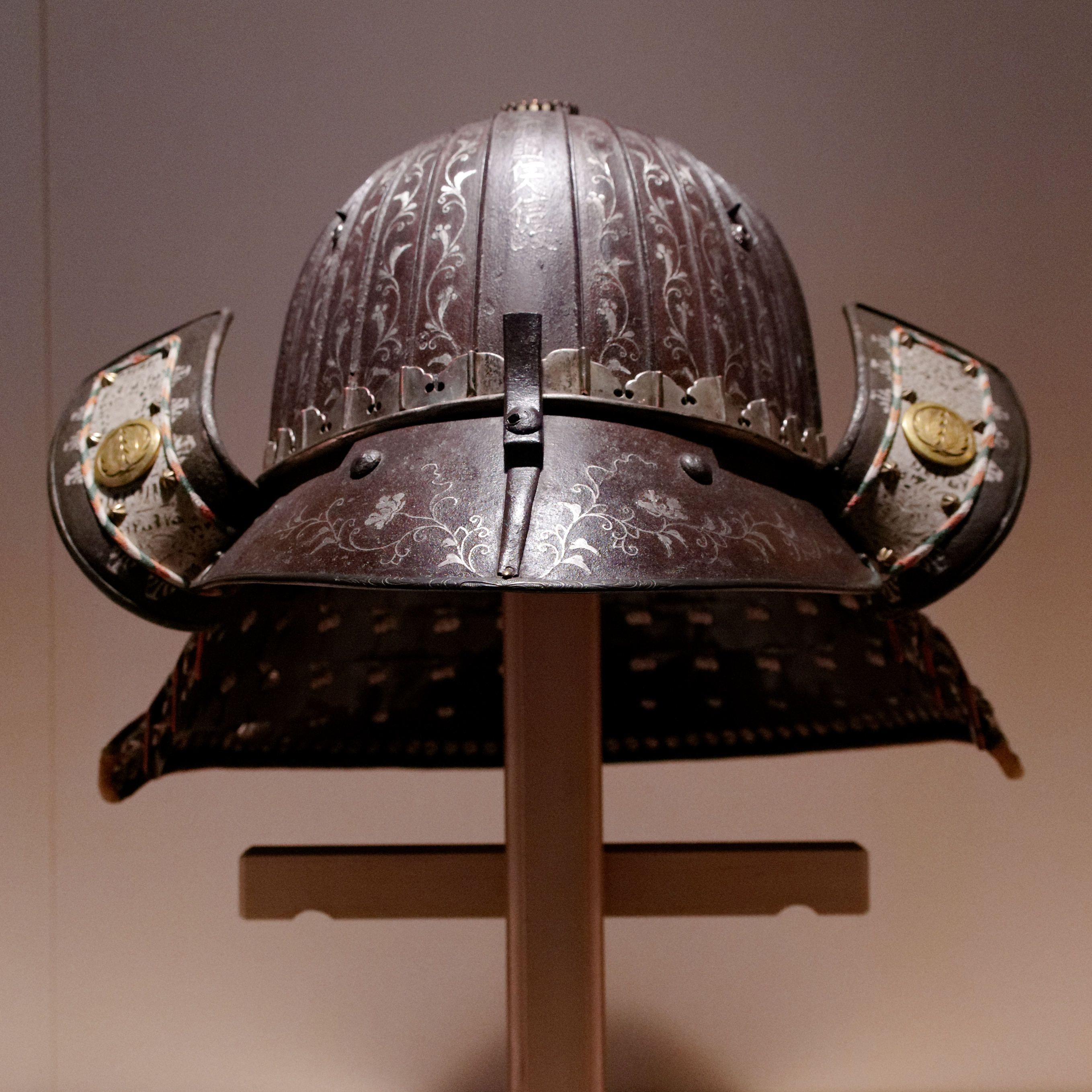
Судзі-кабуто

Кабуто  (яп. 兜, 冑) — японський тип шолома.

## Історія
Військовий  металевий головний убір є невід'ємною частиною самурайського обладунку. Здебільшого мав напівсферичну форму та виготовлявся з металевих пластин та шкіряних елементів. Однією з характерних ознак Кабуто є конструкція (виконувала функцію захисту шиї та вух, й мала назву «Шікоро»), яка кріпилася на задній частині шолому і складалась з вигнутий металевих пластин, скріплених між собою стрічками.
Перші зразки шолому почали з'являтись в V столітті. Кабуто став застосовуватись як обов'язковий елемент в самурайському обладунку типу Танко (яп. 短甲 — «короткий обладунок»).

## Різновиди
Одним з представників першого покоління шоломів був Шьокаку-цукі-кабуто (шолом «Баран, що бодається»). Зовнішня частина шолому мала своєрідний елемент — смугу (вигнута пластина Шьокаку-бо), яка йде спереду назад у вигляді гребеня, яка закінчувалася на лобі у вигляді дзьоба. До вигнутої пластини кріпилися дві горизонтальні полоси, що охоплювали голову: верхня — «до-маки» розміщувалася на рівні скронь, нижня, кошімакі, формувала вінець шолому. Ці три сегменти з'єднувались між собою маленькими пластинками, які переважно мали прямокутну форму, а інколи й трикутної форми. Трикутний простір позаду «дзьоба» заповнювала невеличка пластина (Шьокаку-теі-іта). Для захисту шиї воїна до задньої частини шолома пришнуровувались 3—5 горизонтальних залізних  полос U-подібної  форми, що мали назву Шікоро. Цей  сегмент Кабуто являв собою своєрідний каскад видовжених вигнутих пластин, що були зв'язані між собою через спеціальні отвори по боках. Початок кожної пластини знаходився приблизно на середині попередньої або трошки нижче. Між пластинами не було порожнини, що забезпечувало надійний захист шиї.
З появою у V—X ст. нового виду обладунку (Кейко), видозмінюється і Кабуто. Новим типом шолому став Мабідзаші-цуки кабуто. Цей тип військового головного убору мав ще більш сферичну форму. Його головним нововведенням був козирок, що виступав з передньої частини шолому. Смуги тулії шолома поступово починають мати форму кілець. В VII столітті з'явився шолом Моко-хачі-ґьо. Якщо форма  Мабідзаші-цуки кабуто була запозичена у корейців та китайців то Моко-хачі-ґьо був скопійований у монголів. Шолом Моко-хачі-ґьо мав сфероконічну форму і складався з вертикальних пластин над якими височіла перевернута наіпівкругла залізна чаша.
У період Хейан (794–1185 рр.) існував малопопулярний тип шолому ічі-мае-фусе-кабуто. Тулія цього варіанту містила 4 отвори через які проходи спеціальні ремені, які фіксували підборідний шнур. Популярною є думка, що тулія цього типу виготовлялася з одного шматка заліза. Виразною рисою ічі-мае-фусе-кабуто був  майже вертикальний козирок.
Тип шолому Хоші-кабуто увійшов у широке користування разом новим типом обладунку — о йора (XI — XII ст.). Хоші-кабуто так само як і Шьокаку-цукі-кабуто мав напівсферичну форму. До вже звичних елементів будови додаються декоративні заклепки (скріпляли близько 12 сегментів тулії) та отвір на маківці шолому — техен. Згодом техен почав оздоблюватись позолоченою окрайкою. Цей тип Кабуто набув найбільшого розповсюдження в епоху Адзучі Момояма (1573–1603 рр.).
Вирізняється складною технологією виготовлення Каварі-кабуто (фігурний шолом, який імітував голови тварин, міфічних істот, рослин). Цей тип військового головного убору не був масовим, і виготовлявся на замовлення  заможних верств у XV — XVI ст. Згодом почали з'являтись спрощені варіанти Каварі-кабуто, які могли собі дозволити прості солдати. Існували підвиди Каварі-кабуто: монарі-кабуто («шолом персик») та шінарі-кабуто (шолом жолудь).
У період Едо (1603–1868 рр.) завдяки простоті конструкції та дешевизні виготовлення набуває популярності Дзунарі-кабуто (шолом, що набуває форми голови). Як і його попередники Дзунарі-кабуто мав напівсферичну форму. Традицію конічної форми шолома продовжив Сайка-кабуто. Цей тип мав більш ширші габарити та більш масивну тулію, що складалась з 8 частин.

## Позавійськове використання

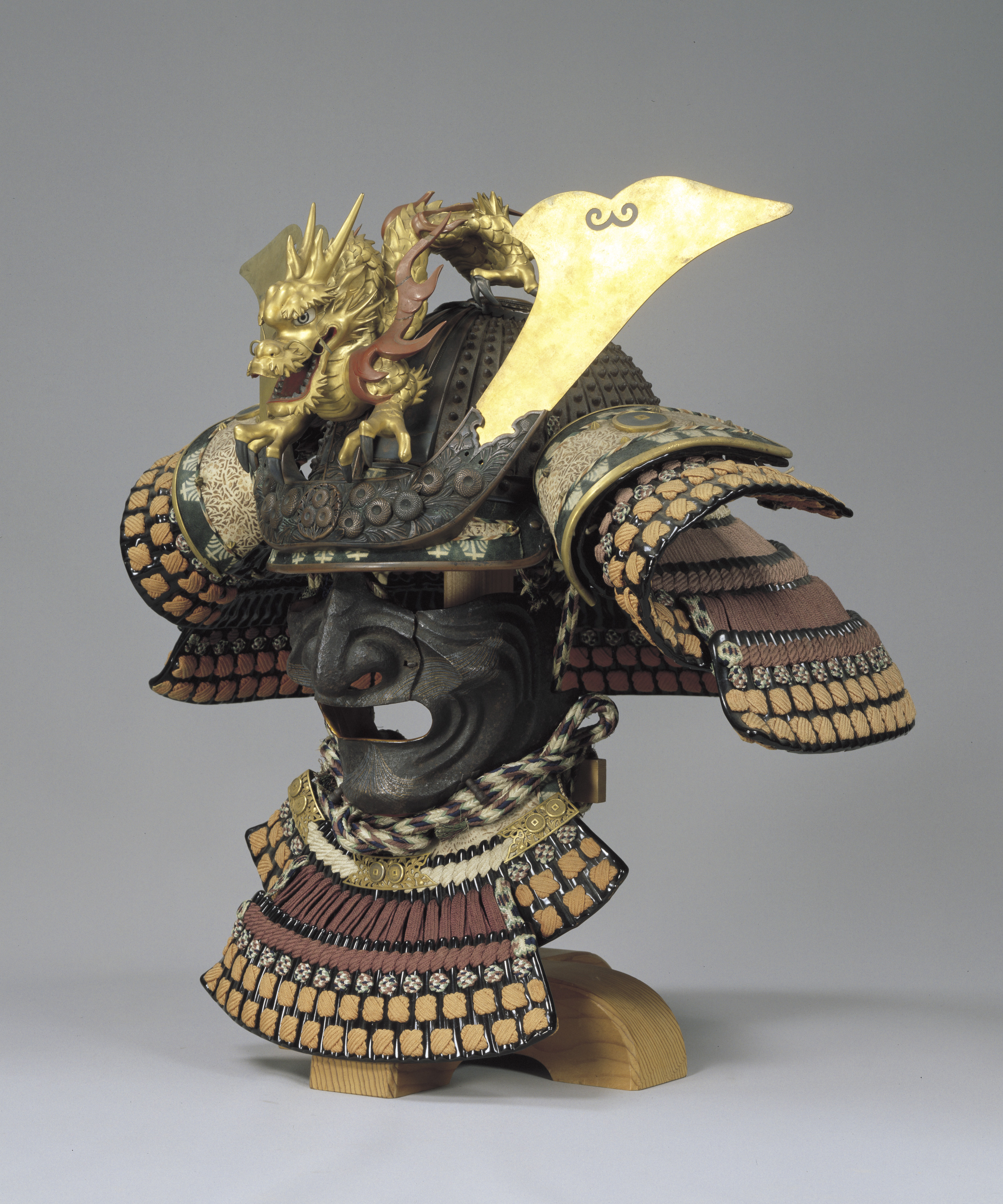
Кабуто разом з маскою менгу типу мемпо

З масовим поширенням, шолом Кабуто починає використовуватись в якості розпізнавальних символів. Наприклад деякі фрагменти офіцерського кабуто могли бути оздоблені золотом, вишуканою шкірою чи шерстю. Коштовне оздоблення найчастіше мало на меті підкреслити статус особи. До вишуканих матеріалів додається й незвичайна форма та декоративні елементи. Наприклад з XII століття до шоломів починають прикріплювати плоскі металеві роги — «кувагата». Цей атрибут  мав на меті залякати супротивника. Шолом Кабуто часто-густо використовувався у церемоніальних цілях. Шоломи фарбувалися в різні кольори в залежності від приналежності самурая до клану чи школи[ii]. Найпоширеніша варіація є чорний Кабуто з золотими рогами та між пластинчатими елементами. З носінням  Кабуто також поступово додається й ще один вид обладунку — маска. Це явище набирає поширення в епоху Камакура (1185–1333 рр.). Ці маски мали назву менгу. Вони також ділилися декілька типів. Наприклад хамбо захищала лише підборіддя та щоки, а мемпо захищала майже все обличчя від підборіддя до очей.